# 안젤리키 파풀리아
안젤리키 파풀리아(그리스어: Αγγελική Παπούλια, 영어: Angeliki Papoulia, 1975년 ~ )는 그리스의 배우, 연극 감독이다.

## 출연 작품
- 송곳니 (2009)
- 알프스 (2011)
- 더 랍스터 (2014)